# 連身服 (歌曲)
《連身服》是美國音樂組合二十一名飛行員創作並錄制的一首歌曲。它於2018年7月11日作為第五張錄音室專輯《音樂戰壕》中的首支單曲與《惡魔與九個地獄》一同發行，是樂隊在公開沈寂一年後發行的第一首歌曲。歌曲發行後廣受好評，首周獲得《告示牌》另類電台榜（或稱為另類歌曲榜）冠軍，亦被提名於第61屆格萊美獎最佳搖滾歌曲。

## 背景和發行
樂隊在情緒路演世界巡迴演唱會期間開始創作這首歌，樂隊主唱泰勒·約瑟夫已經寫出了貝斯片段，並且會在演出前試音時演奏這首歌。巡演結束後，為了錄制專輯《音樂戰壕》，樂隊退出了公眾視野。約瑟夫在接受《新音乐快递》採訪時透露，這張專輯原本應該是一張「聲音更輕、更柔和的唱片」，但「後來他寫了《連身服》，毀了這一切。」2018年7月6日，樂隊以一封帶有閉著的眼睛的郵件打破了一年的沈默，郵件中寫道：「ARE YOU STILL SLEEPING？」三天後，他們在長達一年的休整期後首次回歸社交媒體並發布片段——一隻睜開的眼睛當中播放著錄影帶片段。第二天，他們又發佈了一個片段，在一個幾乎完全睜開的眼睛裡面播放這首歌曲的低沈版本。7月11日，這首歌曲和它的錄影帶一起發佈。

## 音樂
《連身服》是一首硬搖滾歌曲，帶有前衛搖滾和電子搖滾的鈎子，新金屬般的高潮，同時嘗試另類搖滾。歌曲長度為三分五十八秒。根據Musicnotes.com公佈的樂譜，這首歌以四四拍的拍號寫成，速度中等偏快，每分鐘127拍。歌曲是以B小調創作的，而泰勒·約瑟夫的聲域跨度為一個八度三個音，從D4的低音到G5的高音。其歌詞展現了《音樂戰壕》概念世界中的主人公克蘭西受主教們（德瑪領導者）的威脅並為此呼救。這首歌被《滾石》雜誌形容為帶有「變形電貝斯、乾脆的鼓樂與深洗的合成器」，而約瑟夫的聲樂則從「幾乎呢喃到全力嘶吼，再到富有氣氛的假聲」。《Idolator》形容這首歌的聲音在「半原聲和硬搖滾」之間交替。

## 音樂錄影帶

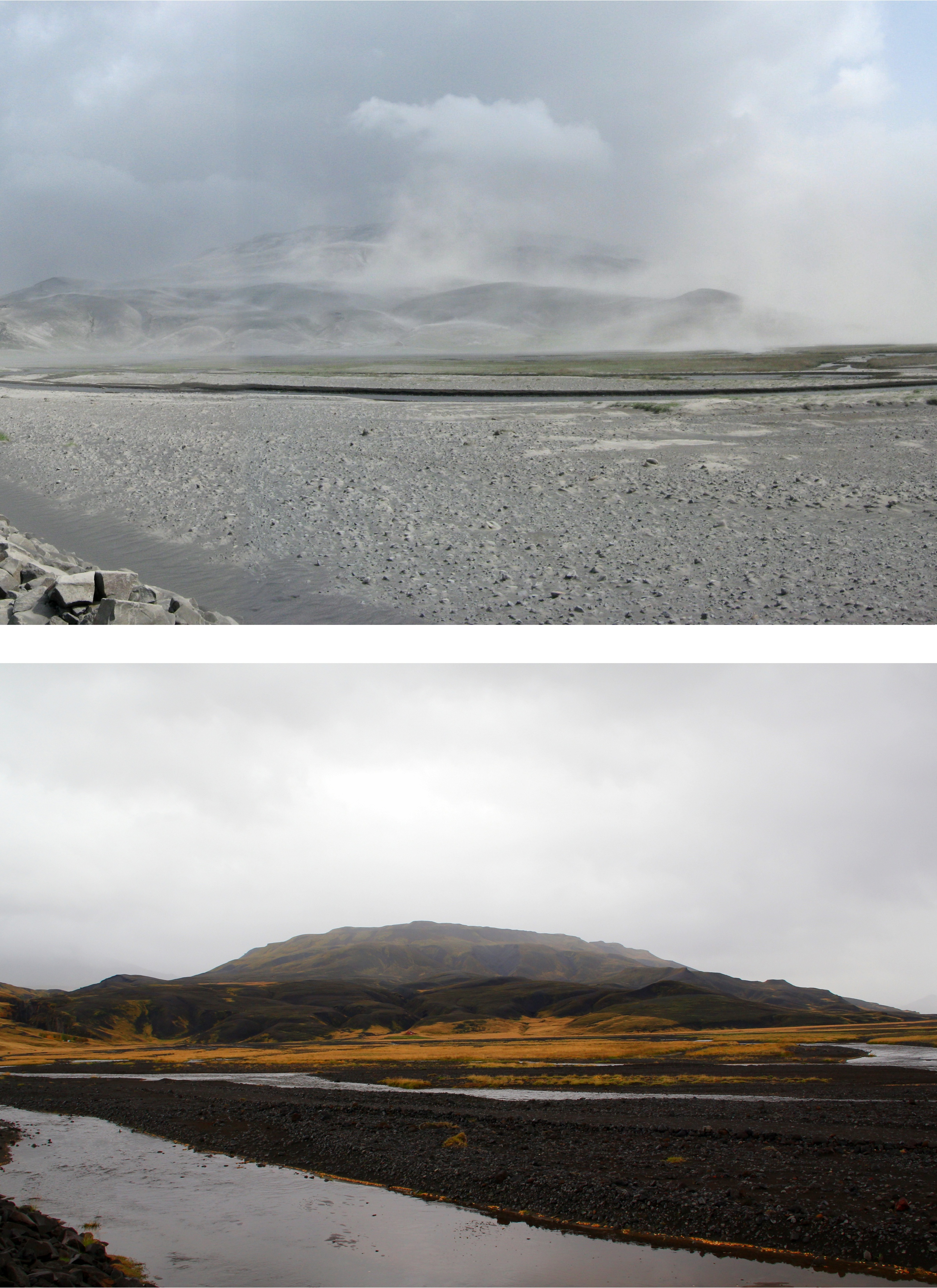
錄影帶拍攝於冰島的索斯莫克山脈（如圖）。

2018年7月11日，《連身服》的音樂錄影帶發佈，該錄影帶由安德魯·多諾霍執導，他曾執導過二人的歌曲《異類》和《Heavydirtysoul》的音樂錄影帶。錄影帶拍攝於冰島的索斯莫克（Thórsmörk）山脈。2018年7月12日，《連身服》的錄影帶超越《異類》，成為樂隊在YouTube上單日點擊率最高的錄影帶（520萬），截至2020年11月，《連身服》的音樂錄影帶已超過9777萬點擊率。
錄影帶一開始，來自《Heavydirtysoul》音樂錄影帶的汽車還在冒煙，然後突然起火。主唱泰勒·約瑟夫跳上汽車，對觀看者說，他們一直在這裡，「你們睡著了，是時候醒過來了。」畫面切到一個山谷，拍到約瑟夫沒有知覺地躺在溪水中。他醒來，並觀察周圍的環境，山谷的崖頂上出現了身穿黃色服裝的神秘人在看著他。當他穿過山谷的時候，他被一個騎著一匹白馬的紅頭巾人追隨。紅頭巾人追上他後，在他的脖子上塗抹黑漆。之後，他神情恍惚地跟著騎在馬上的紅頭巾人走。黃衣人向紅頭巾人和約瑟夫拋出黃色花瓣，讓他從恍惚中清醒過來，並驚動了主教的馬，使得他有機會嘗試逃跑。然而，約瑟夫在逃跑中絆倒，被主教捕獲。錄影帶最後切回了最初的場景，約瑟夫打開燃燒著火焰的汽車後備箱，抓起一件黃色的連體衣穿上，然後走開了。
該影片被英國搖滾音樂雜誌《Kerrang!》評為2018年十二支最佳音樂錄影帶之一。